# Joseph Melchior

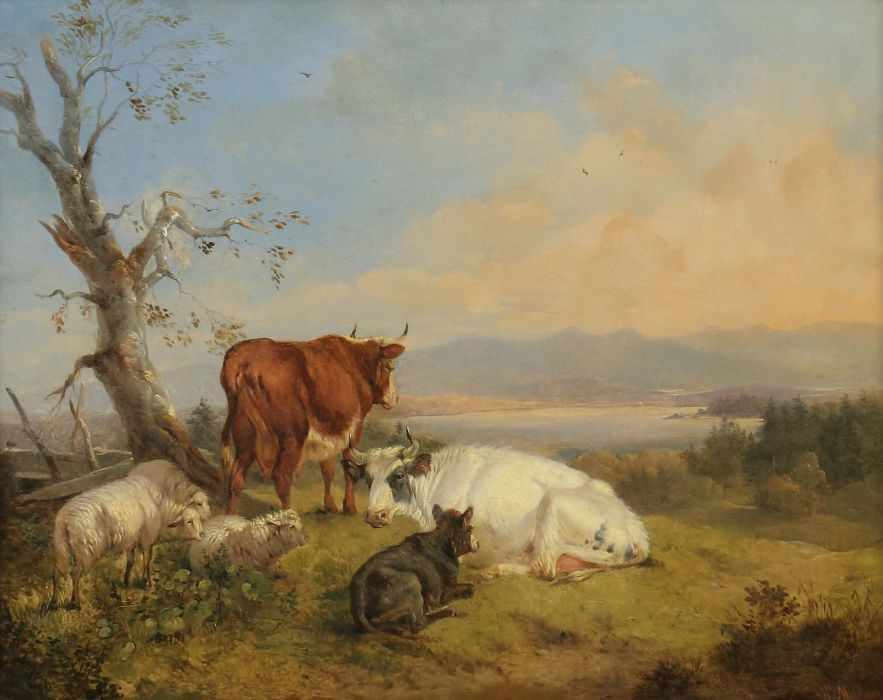
Vieh auf der Weide
am Starnberger Ufer

Joseph Wilhelm Melchior (* 10. Februar 1810 in München; † 8. Juni 1883 in Nymphenburg) war ein deutscher Tiermaler.
Joseph Wilhelm Melchior entstammte einer Malerfamilie: sein Vater Georg Wilhelm (1780–1826) und sein jüngerer Bruder Wilhelm (1817–1860) waren Maler. Er studierte seit dem 2. März 1825 an der Königlichen Akademie der Künste in München.
Melchior beschäftigte sich fast ausschließlich mit der Tiermalerei, er malte meistens Kühe, Schafe und Ziegen. In seinen Werken ist der Einfluss der niederländischen Malerei bemerkbar.